# Piroge
Piroge su danas međunarodno slavensko jelo koje se koristilo na galicijskom prostoru bivše poljske države, današnjim prostorima zapadne Ukrajine, istočne Poljske i Slovačke, gdje se mješalo niz slavenskih naroda između ostalih i Poljaci, Ukrajinci i Bjelorusi, posljednja dva naroda tada su bila poznata kao Rusini. 
Jelo se relativno jednostavno pripravlja na različite načine i sastoji se uglavnom od kuhanih knedli od beskvasnoga tijesta, punjenog različitim sastojcima, uglavnom polukružnoga oblika. Vrlo slično jelo pirogama su ukrajinske Varenyke (ukr. Вареники), naziv koji je došao iz središnje Ukrajine. Piroge se mogu puniti različitim sastojcima, ali tradicionalno se pune pire krumpirom, sirom, kupusom, kiselim kupusom, mesom, gljivama ili drugim sastojcima. Desertna verzija piroga može biti punjena svježim voćem kao što su trešnje, jagode, maline, borovnice, breskve, jabuke ili šljive. 
Jelo je poprilično zasitno i porijeklom dolazi iz relativno nizinskog i siromašnog galicijskog kraja u kojem je prevladavala obrada žita i tijesta. Kruh odnosno tijesto je u to vrijeme bilo jedno od osnovnih namirnica u prehrani slavenskog stanovništva s tih prostora. U Hrvatsku su piroge donijeli domaći Rusini i Ukrajinci, a njihovo tradicionalno punjenje je ono s kiselim kupusom i krumpirom, ili preliveno vrućom svinjskom masti.

## Strani nazivi za piroge
- Piroge (hrvatski)
- Pierogi (poljski)
- Pyrohy (čitaj: Pirohi); (ukrajinski)
- Perogy (Sjeverna Amerika)
- Piroghi
- Pirogi
- Pierogy
- Pirogen (aškaski, židovski)
- Pirohi (slovački, rusinski)
- Pirohy (slovački)
- Pyrohy (Kanadski Ukrajinci)

## Ostali projekti
|  | Zajednički poslužitelj ima stranicu o temi Piroge |